# Susanne Seethaler
Susanne Seethaler (* 4. Februar 1969 in Tegernsee) ist eine deutsche Autorin und bayerische Brauchtumsexpertin.
Susanne Seethaler zog 1989 nach München, wo sie als Schriftstellerin, Buchhändlerin und Köchin arbeitet. Die Themen ihrer Veröffentlichungen reichen von überlieferten Sagen und Märchen über traditionelles Brauchtum bis hin zum klassischen bayerischen Kochbuch. Intensiv erforschte und sammelte sie Rezepte alten Heilwissens vom Land. Zum Teil recherchierte sie mithilfe ihrer Schwester, die alljährlich im Sommer als Sennerin auf einer Alm in den Bergen lebt. Aufgrund ihrer regelmäßigen Reisen nach Asien und ihrer Beschäftigung mit asiatischer Kultur entstand ihr Interesse an indisch-ayurvedischer Ernährung und an Yoga.

## Werke
- Das Mädchen im rosafarbenen Kleid. Meine Geschichte der Angst und ihrer Heilung. Nymphenburger Verlag, München 2013, ISBN 978-3-485-01425-0.
- Das Heilwissen der Frauen vom Land für den weiblichen Körper. Nymphenburger, München 2009, ISBN 978-3-485-01175-4
- Das Heilwissen der Bauern. Überlieferte Rezepte, Gebete und Rituale. Nymphenburger, München 2007, ISBN 978-3-485-01106-8
- Die echte bayerische Küche/Traditional Bavarian Cooking. Nymphenburger, München 2005, ISBN 978-3-485-01045-0
- Unsere bayerische Lebensart. Nymphenburger, München 2004, ISBN 978-3-485-01028-3
- Altbayerische Klöster und ihre Legenden: Von der Oberpfalz bis Südtirol. Nymphenburger, München 2003, ISBN 978-3-485-00965-2
- Sagenhafte Burgen und Schlösser in Oberbayern. Eos, 1999, ISBN 978-3-8306-6992-0